# Yusif Yusifov
Yusif Niftalı ağa oğlu Yusifov (ur. 20 października 1906, zm. 14 czerwca 1995 w Baku) – przewodniczący Rady Najwyższej Azerbejdżańskiej SRR (1947-1951).

## Życiorys
W 1926 ukończył Kazachską Szkołę Pedagogiczną, w 1927 uczył się na kursach, pracował jako nauczyciel w szkole, od października 1927 do września 1931 był dyrektorem szkoły. Od września 1931 do września 1932 kierował rejonowym oddziałem edukacji narodowej, w 1932 przyjęto go do WKP(b), od września 1932 do lutego 1933 był aspirantem Azerbejdżańskiego Instytutu Naukowo-Badawczego, następnie kierownikiem wydziału propagandy partyjnej rejonowego komitetu Komunistycznej Partii (bolszewików) Azerbejdżanu w Ağdamie. W 1934 był instruktorem i kierownikiem wydziału komitetu rejonowego KP(b)A w Şəmkirze, 1934-1939 redagował lokalną gazetę w Ağdamie, 1938-1940 studiował w Instytucie Marksizmu-Leninizmu przy KC KP(b)A, od 1939 do stycznia 1941 był zastępcą kierownika Wydziału Propagandy i Agitacji Komitetu Miejskiego KP(b)A w Baku. W 1942 ukończył studia na Wydziale Historycznym Azerbejdżańskiego Państwowego Instytutu Pedagogicznego, w 1954 otrzymał tytuł kandydata nauk historycznych, w 1956 adiunkta, a w 1972 doktora nauk historycznych i profesora. Od stycznia 1941 do stycznia 1948 był I sekretarzem kolejno dwóch komitetów rejonowych KP(b)A, od 22 marca 1947 do 26 marca 1951 przewodniczącym Rady Najwyższej Azerbejdżańskiej SRR, jednocześnie od stycznia 1948 do maja 1951 I sekretarzem Komitetu Obwodowego KP(b)A w Nachiczewanie, a od lutego 1952 do 1977 wykładowcą i dziekanem Wydziału Historii KPZR Azerbejdżańskiego Uniwersytetu Państwowego im. Kirowa. Był odznaczony dwoma Orderami Lenina (1943 i 1949) i Orderem Wojny Ojczyźnianej I klasy (1945).